# Jon Walker
Jonathan Jacob Walker (Chicago, 17 september 1985) was van 2006 tot 2009 de bassist van de rockband Panic! at the Disco. Walker kwam bij de band toen ex-bassist Brent Wilson eruit werd gezet. Voordat hij bij de band kwam was hij gitaartechnicus voor The Academy Is....
Walker speelt meestal op instrumenten van Gibson of Fender.
- International Standard Name Identifier: 0000 0004 0715 116X
- Library of Congress Control Number: n2015021035
- MusicBrainz: 52dd5890-b068-499e-a192-6f3e9a4cee07
- Virtual International Authority File: 315533081
- WorldCat: E39PBJy8xChDm4xKTQw8rWvmBP